# Ilhéu Luis Carneiro
Ilhéu Luis Carneiro est une île inhabitée du Cap-Vert dans l'archipel des îles Secos. 
Il s'agit d'une réserve naturelle protégée.

## Géographie
Elle s'étend sur 700 m de longueur pour une largeur approximative de 200 m.